# Torrecilla Baja
Torrecilla Baja es un barrio ubicado en el municipio de Loíza en el estado libre asociado de Puerto Rico. En el Censo de 2010 tenía una población de 2404 habitantes y una densidad poblacional de 80,35 personas por km².

## Geografía
Torrecilla Baja se encuentra ubicado en las coordenadas 18°26′44″N 65°56′34″O / 18.44556, -65.94278. Según la Oficina del Censo de los Estados Unidos, Torrecilla Baja tiene una superficie total de 29.92 km², de la cual 18.92 km² corresponden a tierra firme y (36.76%) 11 km² es agua.

## Demografía
Según el censo de 2010, había 2404 personas residiendo en Torrecilla Baja. La densidad de población era de 80,35 hab./km². De los 2404 habitantes, Torrecilla Baja estaba compuesto por el 11.23% blancos, el 81.99% eran afroamericanos, el 0.25% eran amerindios, el 0.37% eran asiáticos, el 4.16% eran de otras razas y el 2% pertenecían a dos o más razas. Del total de la población el 99.71% eran hispanos o latinos de cualquier raza.